# トラノハナヒゲ
トラノハナヒゲ Rhynchospora brownii Roem. et Schult. は、カヤツリグサ科の植物の一つ。根出葉を持ち、長い茎の先に多数の小穂をまばらにつける。

## 特徴
多年生の草本。匍匐枝は出さず、株立ちになる。根出葉を出し、葉は細くて幅2-3mm、やや硬い。花期は8-10月。花茎は細くて鈍い稜があり、長さ50-100cmになるが、先端は緩やかに垂れる。花序は複散房状で、それを複数個、一つの花茎にやや離れてつける。小穂は分枝した枝の先にそれぞれ単独で、あるいは2個程度まとまってつける。
小穂は楕円形で長さ4-5mm、濃褐色で少数の鱗片を螺旋状につけ、1-2個の小花を含む。鱗片は果実よりやや長くて卵形、先端から中脈が突出してやや長い芒となる。果実は倒卵形で長さ2mm、表面には横縞のような模様がある。花柱の基部は円錐形に膨らむ。果実の周辺には花被に由来する針状突起があり、その長さは果実と同程度かやや長く、ルーペでは見えない程度の小さな突起が並ぶ。
和名は「虎の鼻髭」の意で、イヌノハナヒゲが細い植物体を犬の髭に見立てたのに対して、犬と虎を対比させて命名したものだと命名した牧野が自ら記している。

## 分布
日本では本州中部以西から四国、九州、南西諸島に見られ、国外では台湾、中国南部、インドシナ、インド、マレーシア、アフリカなど旧世界の熱帯から亜熱帯域に広い分布を持つ。なお、環境省のレッドデータでは指定がないが、愛知や京都、大分で絶滅危惧I類に、三重、京都、兵庫、沖縄などで絶滅危惧II類に指定されている。大阪府は野生絶滅とのこと。

## 生育環境
明るく湿潤な場所に生える。星野他(2012)は「海岸近くの日当たりのよい湿地」と述べ、愛知のレッドデータブックでは湧水湿地で湿地の縁に出現する旨の記述がある。

## 近縁種など
この属には日本に10種ばかりがあるが、他の種では小穂が大きな頭状になるか、分かれた枝先に数個ずつ頭状に集まり、この種のようにバラバラに生ずるものは他にない。

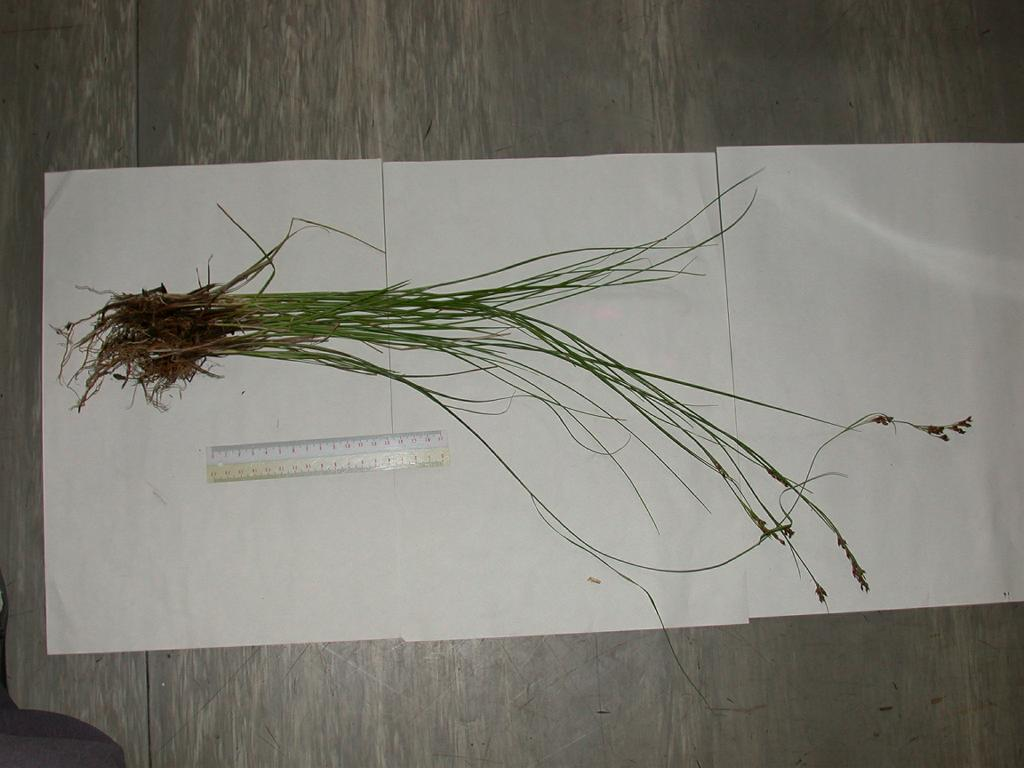
全草
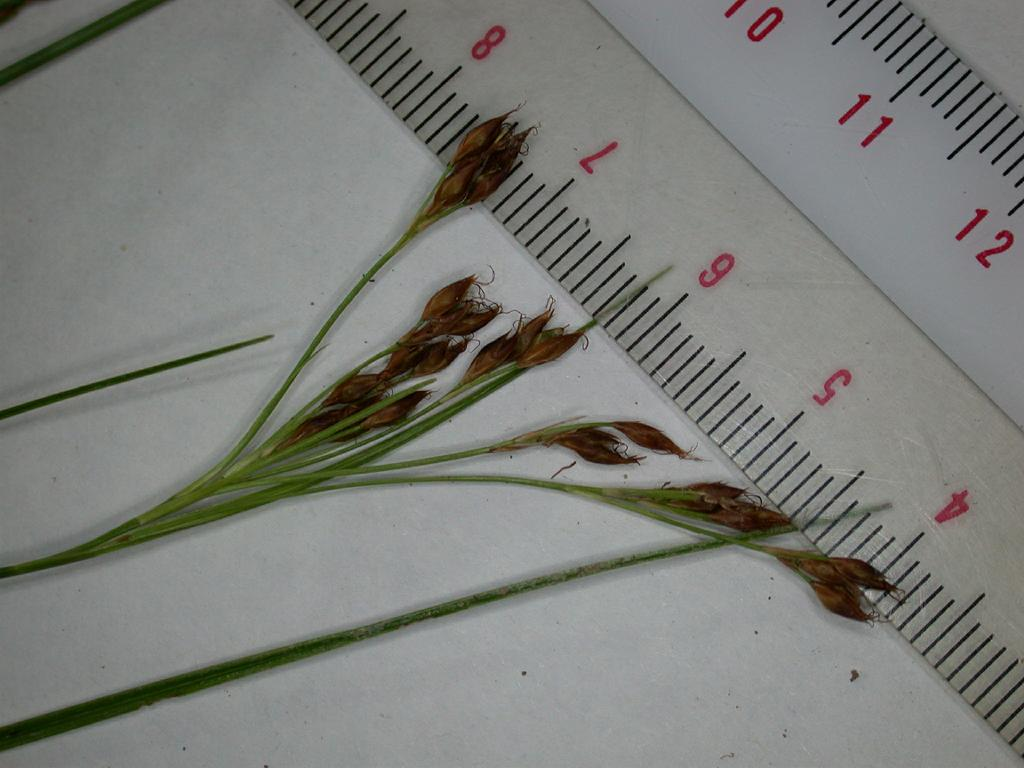
花序の一部